# Диакону, Эусебио
Эусебио Диакону (род. 16 марта 1981, Бакэу) — румынский борец греко-римского стиля, чемпион и призёр чемпионатов Европы, призёр чемпионатов мира, участник летних Олимпийских игр 2004 года в Афинах и 2008 года в Пекине.

## Карьера
На Олимпиаде 2004 года Диакону в первой схватке выиграл по очкам у португальского борца Хуго Пасоса, а во второй — у американца Джима Грюнвальда. В следующем круге он проиграл представителю Южной Кореи Чон Джихён и занял итоговое 7-е место.
На следующей Олимпиаде в квалификационных схватках Диакону одолел египетского спортсмена Ашрафа Эль-Гарабли, а в 1/8 финала проиграл борцу из Азербайджана Виталию Рагимову. В утешительной схватке румын потерпел поражение от китайца Шэн Цзяня и снова стал седьмым.